# Roberto Succo (film)
Roberto Succo è un film del 2001 diretto da Cédric Kahn, presentato in concorso al 54º Festival di Cannes. Il film parla della storia del serial killer italiano Roberto Succo, diciannovenne reo di aver ucciso i due genitori, in fuga via dall'Italia insieme alla sedicenne Lèa.

## Trama
Nel 1981, due corpi mutilati vengono scoperti nella vasca da bagno di un piccolo appartamento a Mestre, in Italia. Cinque anni dopo, in un bar della Costa Azzurra, Léa, una giovane studentessa, incontra Kurt, uno strano ragazzo che sostiene di essere inglese nonostante il forte accento italiano. Diventano amanti. Kurt ha reazioni strane, un'immaginazione iperattiva e continua a cambiare auto. Quando le vacanze finiscono, Léa torna a casa in Savoia. Kurt va a cercarla. Si vedono regolarmente. 
Lungo l'asse che collega la Costa Azzurra alla Savoia si consumano omicidi, furti, stupri e aggressioni di ogni genere. I gendarmi non riescono a trovare alcun legame o coerenza in tutti questi misfatti. L'investigatore principale, il maggiore Thomas, finisce per capire che si tratta dell'opera di un pazzo. Léa, stanca dell'impulsività di Kurt, lo lascia. Reagisce violentemente. Più tardi, si fa prendere la mano in una discoteca e spara a un uomo.
Attraverso le testimonianze di tre donne, Succo viene messo alle strette. Spara a due poliziotti. Fugge in Svizzera, dove prende in ostaggio una donna che guidava la sua auto. Dopo un lungo inseguimento, lei salta fuori dall'auto in corsa, lui riesce a fuggire. Torna in Italia. Léa riconosce Kurt da una foto segnaletica. Il suo nuovo amante la convince ad andare alla stazione di polizia e a denunciare Kurt. Grazie alla sua testimonianza, gli inquirenti identificano Kurt come Roberto Succo, che ha ucciso i suoi genitori nel 1981, a Mestre. È lì che viene arrestato dai carabinieri.
Succo ha fatto scalpore sui media quando ha tentato di fuggire dal tetto del carcere, appeso a un cavo elettrico, davanti alle telecamere. Si è suicidato in carcere mettendo la testa in un sacchetto di plastica e asfissiandosi con una bombola di gas aperta.